# Halobacteriota
A Halobacteriota (korábban Halobacterota) az archeák (Archaea) egyik törzse.

## Történet
A Halobacteria az egyik elsőként azonosított archeacsoport volt. Eleinte az Euryarchaeota törzsbe sorolták, majd 2020-ban Parks et al. a Halobacteriota törzse sorolták a Genome Taxonomy Database-ben (GTDB) elérhető adatok alapján.
Bräuer et al. nevezték el 2020-ban Halobacterotának. Az International Journal of Systematic and Evolutionary Microbiology 2024. február 1-én megjelent 215. érvényesítési listájában érvényesítette az átnevezést Halobacteriotára.
2022-ig csak itt voltak ismertek citokróm b-t használó metanogének, ekkor fedezték fel a Thermoproteota törzsbe sorolt Methylarchaeum tengchongensist.

## Anyagcsere
A Wood–Ljungdahl-út, az acetátból való metanogenezis, a koenzim M, F430, F420 és a metanofurán szintézisének fehérjéire, a I. légzési komplex, a szukcinát-dehidrogenáz, a citokróm c-reduktáz és a citokróm c-oxidáz egyes fehérjéi is megtalálhatók bennük.:3. ábra A Halobacteria nem metanogén.
A metánanyagcsere tekintetében erősen heterogén: megtalálhatók ennek fő típusai mellett az anaerob metán- vagy alkánoxidáció is.

## Előfordulás
Számos helyen megtalálható, például állatokban és bányákban.

### Állatokban
Nem metanogén fajai előfordulhatnak állatok, például az ember urogenitális és emésztőrendszerében, valamint bőrén és orrában.

#### Urogenitális rendszer
Az urogenitális rendszerben leggyakoribb faja a Haloplanus aerogenes. Az archeák és az urogenitális rendszer egészsége közt nem ismert a kapcsolat, de az igen, hogy számos vegyület jelen van az emberi vizeletben, melyet az archeák anyagcseréjükben felhasználhatnak, ilyenek egyes aminosavak, szénhidrátok és szervetlen vegyületek. Egyes anyagokat, például nitrátot, trimetilamin-N-oxidot és fumarátot alternatív elektronakceptorként használhatnak.

#### Emésztőrendszer
Bár az emésztőrendszeri archeom elsősorban metanogénekből áll, a kis mennyiségben előfordulnak a Halobacteriotába tartozó nem metanogén archeák az állati emésztőrendszerben.

#### Bőr
Az archeák ritkán vannak jelen az emlősök bőrén, és nagyrészt a Halobacteriota és a Methanobacteriota törzsekből származnak. Az emberen csak az esetek 5,9%-ában volt megtalálható. A nem emberi emlősbőrön az archeák körülbelül 14%-át adta Umbach et al. 2021-es tanulmánya szerint.

### Bányákban
Az egyik legrégebbi sóbánya, a bochniai sóbánya területén megtalálták többek közt a szén-monoxid-oxidáló Halobacterium bonnevilleit néhány más faj mellett, melyek ismeretlenek is lehetnek. Ezenkívül találtak Halobacteria-szimbiontákat is kis genommal és korlátozott anyagcsere-képességekkel.

## Taxonómia
Osztályai a Halobacteria, az Archaeoglobi, a Methanocellia, a Methanomicrobia, a Methanonatronarchaeia, a Methanosarcinia, a Methanoliparia és a Syntropharchaeia

## Filogenetika
A Halobacteriát eredetileg a Methanomicrobia közeli rokonának, egymással több filogenetikai elemzésben is testvércsoportnak tekintették, majd a hipersós környezetekben élő Methanonatronarchaeia csoportot tekintették legközelebbi metanogén rokonának, azonban ennek filogenetikai helyzete is vitatott volt. Gyorsan változó helyek eltávolítása alapján ez utóbbi csoport a Halobacteriota törzsben bazális helyzetű lett. 2020-ban a Hikarchaeia-fajok genomjai alapján Martijn et al. kimutatták, hogy a legközelebbi metanogén rokona nem a Methanonatronarchaeia. Zhao et al. 2024-ben kimutatták az Ordosarchaeia genomjai alapján, hogy az a Halobacteria–Hikarchaeia ágak közti evolúciós helyzetű, és feloldja a Halobacteria hosszúág-torzítását.

### Filogenomika
A Halobacteria utolsó közös őse elveszthette metanogenezishez kapcsolódó génjeit, majd más géneket, például citokróm c-oxidáz-géneket szerezhettek baktériumokból vagy más forrásokból horizontális géntranszferrel. Horizontális géntranszferrel adhatta át a Halobacteriota más Euryarchaeota-tagoknak, például a Methanomassiliicoccalesnek a metanol-metiltranszferáz B-t (MtaB). A metildependens hidrogenotróf és a metildizmutáló metanogenezis legkorábban az Euryarchaeota ősénél alakulhatott ki.
Az Eha-fa alapján a Halobacteriota a Methanomadával nem alkot monofiletikus csoportot.